# King for a Day (Pierce-the-Veil-Lied)
King for a Day ist ein Lied der US-amerikanischen Post-Hardcore-Band Pierce the Veil aus San Diego. Es ist zudem die erste offizielle Single zum Album Collide with the Sky und erschien erstmals am 5. Juni 2012.
Als Gastsänger konnte die Gruppe Kellin Quinn von Sleeping with Sirens gewinnen, welcher privat mit den Musikern befreundet ist. Ein Musikvideo zu dem Stück erschien am 6. August 2012 auf YouTube.
Es erreichte zwar keine Chartplatzierung in den offiziellen Single-Charts, allerdings konnte sich King for a Day in den Hot Rock Songs-Charts und in den Digital Rock Songs-Charts positionieren. Außerdem wurde die Gruppe bei den Kerrang! Awards nominiert. Auch bei den Alternative-Press-Leservotings 2012 kam King for a Day gut an.

## Entstehung
Der Name des Stückes stammt von Mike Fuentes, dem Schlagzeuger der Gruppe und Bruder von Sänger Vic Fuentes. Vic Fuentes sagte in einem Interview mit dem Revolver, dass er von dem Namen des Liedes beeindruckt war. Gemeinsam mit Curtis Peoples und Steve Miller schrieb er in einer Kabine in Big Bear Lake, Kalifornien – welche später provisorisch in ein Aufnahmestudio umfunktioniert wurde – den Songtext. Die Zusammenarbeit mit Kellin Quinn (Sleeping with Sirens) kam dank der Fans zustande. Diese baten die Band monatelang via Twitter einen Song mit Quinn aufzunehmen. Fuentes und Quinn hatten sich zuvor noch nie getroffen, trotzdem fragte Fuentes Quinn auf Twitter an, ob er Interesse an einer Zusammenarbeit hätte. Quinn’s Gesangspart wurde in einem separaten Studio aufgenommen. Die Band und Quinn hielten während der Produktion des Stückes regen Kontakt über E-Mail.
In einem weiteren Interview mit dem Revolver stellte Quinn die Umstände für die Zusammenarbeit mit Pierce the Veil etwas anders dar. Demzufolge war Quinns Bandkollege, Bassist Justin Hills, der Ausgangspunkt für die Kooperation. Auf der Facebook-Präsenz der Band fragte dieser die Fans mit wem die Gruppe zukünftig einmal zusammenarbeiten wollen. Die Resonanz war laut Quinn dermaßen groß, dass Fuentes auf Twitter auf die Gruppe aufmerksam wurde und Quinn anfragte mit ihm zu arbeiten.

## Inhalt
Das Lied handelt vom Überschreiten von kritischen Punkten. Fuentes hat manchmal das Gefühl, so berichtete er es in einem Interview mit dem Revolver, dass zu viele Dinge um ihm herum in seinen Gedanken sind und er nicht mehr in der Lage ist, das was er fühlt bzw. seinen Körper zu kontrollieren.

## Musikvideo
Das Musikvideo von King for a Day wurde von Drew Russ, welcher später auch am Musikvideo für Bulls in the Bronx beteiligt sein sollte, produziert. Dass ein Musikvideo gedreht wurde, gab das US-amerikanische Musikmagazin Alternative Press am 25. Juni 2012 preis. Am 2. August 2012 wurde eine Vorschau für das Musikvideo veröffentlicht. Vier Tage später feierte das Video auf Vevo offiziell Premiere.
Das Musikvideo zeigt Vic und Kellin als vermeintliche Mitarbeiter einer Großbank. Der Geschäftsführer, Mr. Smalls, bittet beide über Nacht in der Bank zu bleiben um die Umsatzwerte aufzubessern. Dabei entdecken sie, dass Smalls mehrere Millionen Dollar auf ein privates Bankkonto in der Schweiz überwiesen hat.
Zu Beginn der zweiten Strophe sieht man die beiden mit den übrigen Musikern der Band. Die Szene zeigt, dass sie seit einem längeren Zeitraum einen Plan entworfen haben, um die Bank auszurauben. Im Refrain sieht man Quinn und Fuentes die Bank in einem schwarzen Anzug und Aktenkoffer betreten. Etwas später (in der Bridge) treffen die Bankräuber ein (gespielt von Jaime Preciado, Mike Fuentes und Tony Perry) und stürmen das Gebäude. Während sich die übrigen Mitarbeiter verstecken können, wird Mr. Smalls an seinem Stuhl gefesselt und muss mit ansehen, wie Kellin vermeintlich niedergeschlagen wird. Die Räuber gelangen in den Tresorraum und rauben die Bank aus. Kurz vor der Flucht wird der gefesselte Smalls mit einer Wasserpistole beschossen und er realisiert, dass er betrogen wurde. Am Ende sieht man die Täter feiern und Smalls wird wegen Steuerhinterziehung verhaftet.
Ein Hinter-den-Szenen-Video (engl.: „Behind the scenes“) wurde am 3. Oktober 2012 auf YouTube veröffentlicht.

## Erfolg

### Kommerziell
King for a Day wurde am 5. Juni 2012 offiziell als erste Single zum Album Collide with the Sky veröffentlicht. Am selben Tag erschien ein Songtext-Video (engl.: „Lyric Video“), welches heute knapp 11,5 Millionen Aufrufe (Stand: 31. Dezember 2013) auf YouTube erreichen konnte. Am 6. August 2012 folgte das offizielle Musikvideo, das bei YouTube über 22 Millionen Aufrufe (Stand: 31. Dezember 2013) erreichte.
Die Single selbst positionierte sich in den Hot Digital Rock Song und in den Hot Rock-Charts, welche beide vom US-amerikanischen Musikmagazin Billboard ermittelt werden. In den Digital Rock-Charts landete King for a Day auf Platz 29 und in den Hot Rock Charts auf Platz 45. Es ist die erste Single der Gruppe, die sich in den beiden Charts positionieren konnte, allerdings reichte es nicht für die offiziellen Single-Charts in den USA. Auch ist King for a Day das bisher einzige Lied, das sich im Vereinigten Königreich in den genrebezogenen Rock & Metal Singles Charts positionieren konnte. Am 8. November 2014 wurde die Single von der RIAA mit einer Goldenen Schallplatte für mehr als 500.000 vertriebene Einheiten ausgezeichnet. Am 29. Oktober 2019 erhielt das Lied eine Platin-Auszeichnung für eine Million verkaufte Einheiten auf digitaler Ebene.
Am 12. Mai 2015 wurde bekanntgegeben, dass das Lied im Spiel Guitar Hero Live spielbar sein wird. Auch wurde angekündigt, dass das Lied als kostenloser Download für das Videospiel Rock Band 4 angeboten wird, sollte das Spiel online für die Xbox One vorbestellt werden.
Dank eines TikTok-Trends, welches mit dem Hashtag #KingForADay versehen wurde und binnen weniger Tage bereits 55 Millionen Mal aufgerufen wurde, erlangte das Lied neue Aufmerksamkeit. Dies hatte zur Folge, dass das Stück mehr als zehn Jahre nach seiner Erstveröffentlichung den ersten Platz der Hard Rock Streaming Charts, ermittelt durch Billboard, erreichen konnte. Damit ist das Lied, das erste der Gruppe, welches in dieser Bestenliste die Spitzenposition erreichen konnte und die insgesamt zweite Nummer-eins-Single der Band nach The Divine Zero, dass damals Platz eins der Hard Rock Digital Song Sales Charts erreichte.

### Auszeichnungen
- Alternative-Press-Leservoting
  - 2012: Beste Single (gewonnen)
- Kerrang! Awards[17]
  - 2013: Bestes Video (gewonnen)
  - 2013: Beste Single (nominiert)

### Auszeichnungen für Musikverkäufe
| Land/Region                  | Auszeichnungen für Musikverkäufe (Land/Region, Auszeichnung, Verkäufe) | Verkäufe  |
| ---------------------------- | ---------------------------------------------------------------------- | --------- |
| Australien (ARIA)            | Platin                                                                 | 70.000    |
| Brasilien (PMB)              | Gold                                                                   | 30.000    |
| Kanada (MC)                  | Platin                                                                 | 80.000    |
| Neuseeland (RMNZ)            | Gold                                                                   | 15.000    |
| Vereinigte Staaten (RIAA)    | 2× Platin                                                              | 2.000.000 |
| Vereinigtes Königreich (BPI) | Gold                                                                   | 400.000   |
| Insgesamt                    | 3× Gold · 4× Platin ·                                                  | 2.595.000 |